# Diocesi di Chiquinquirá
La diocesi di Chiquinquirá (in latino Dioecesis Chiquinquirensis) è una sede della Chiesa cattolica in Colombia suffraganea dell'arcidiocesi di Tunja. Nel 2023 contava 236.120 battezzati su 243.650 abitanti. È retta dal vescovo Ramón Alberto Rolón Güepsa.

## Territorio
La diocesi comprende 27 comuni del dipartimento colombiano di Boyacá: Arcabuco, Briceño, Buenavista, Caldas, Chiquinquirá, Chitaraque, Coper, Gachantivá, La Victoria, Maripí, Moniquirá, Muzo, Otanche, Pauna, Quípama, Ráquira, Saboyá, Sáchica, San José de Pare, San Miguel de Sema, San Pablo de Borbur, Santa Sofía, Sutamarchán, Tinjacá, Togüí, Tununguá e Villa de Leyva.
Sede vescovile è la città di Chiquinquirá, dove si trovano la cattedrale del Sacro Cuore di Gesù e il più importante santuario mariano del paese, quello della basilica di Nostra Signora del Rosario. A Moniquirá sorge la basilica minore di Nostra Signora del Rosario.
Il territorio si estende su una superficie di 4.019 km² ed è suddiviso in 41 parrocchie, raggruppate in 5 vicariati: San Andrés, San Bartolomé, San Mateo, San Lucas e San Pablo.

## Storia
La diocesi è stata eretta il 26 aprile 1977 con la bolla Qui Divino Consilio di papa Paolo VI, ricavandone il territorio dall'arcidiocesi di Tunja.
L'8 aprile 1978, con la lettera apostolica Quales quantosque, lo stesso papa Paolo VI ha confermato la Beata Maria Vergine Madre di Dio, con il titolo di Nostra Signora del Rosario, patrona principale della diocesi.
Nel luglio 1986 papa Giovanni Paolo II visitò la diocesi e il santuario nazionale di Nostra Signora del Rosario di Chiquinquirá.

## Cronotassi dei vescovi
Si omettono i periodi di sede vacante non superiori ai 2 anni o non storicamente accertati.
- Alberto Giraldo Jaramillo, P.S.S. † (26 aprile 1977 - 26 luglio 1983 nominato vescovo di Cúcuta)
- Álvaro Raúl Jarro Tobos † (19 giugno 1984 - 24 giugno 1997 nominato ordinario militare in Colombia)
- Héctor Luis Gutiérrez Pabón † (2 febbraio 1998 - 6 agosto 2003 nominato vescovo di Engativá)
- Luis Felipe Sánchez Aponte (11 febbraio 2004 - 6 giugno 2025 ritirato)
- Ramón Alberto Rolón Güepsa, dal 6 giugno 2025

## Statistiche
La diocesi nel 2023 su una popolazione di 243.650 persone contava 236.120 battezzati, corrispondenti al 96,9% del totale.
| anno | popolazione | popolazione | popolazione | presbiteri | presbiteri | presbiteri | presbiteri                | diaconi | religiosi | religiosi | parrocchie |
| anno | battezzati  | totale      | %           | numero     | secolari   | regolari   | battezzati per presbitero | diaconi | uomini    | donne     | parrocchie |
| ---- | ----------- | ----------- | ----------- | ---------- | ---------- | ---------- | ------------------------- | ------- | --------- | --------- | ---------- |
| 1980 | 240.000     | 242.400     | 99,0        | 59         | 37         | 22         | 4.067                     |         | 30        | 114       | 30         |
| 1990 | 276.000     | 285.000     | 96,8        | 68         | 48         | 20         | 4.058                     | 1       | 25        | 130       | 32         |
| 1999 | 315.000     | 330.000     | 95,5        | 80         | 63         | 17         | 3.937                     |         | 25        | 119       | 36         |
| 2000 | 319.000     | 335.000     | 95,2        | 81         | 60         | 21         | 3.938                     |         | 27        | 119       | 36         |
| 2001 | 309.000     | 310.000     | 99,7        | 79         | 55         | 24         | 3.911                     |         | 52        | 118       | 37         |
| 2002 | 309.000     | 310.000     | 99,7        | 83         | 56         | 27         | 3.722                     |         | 63        | 117       | 38         |
| 2003 | 345.000     | 350.000     | 98,6        | 81         | 54         | 27         | 4.259                     |         | 43        | 121       | 38         |
| 2004 | 355.000     | 380.000     | 93,4        | 82         | 58         | 24         | 4.329                     | 1       | 63        | 110       | 39         |
| 2006 | 367.000     | 392.000     | 93,6        | 80         | 58         | 22         | 4.587                     | 1       | 66        | 119       | 39         |
| 2013 | 235.400     | 254.700     | 92,4        | 93         | 58         | 35         | 2.531                     |         | 68        | 104       | 40         |
| 2016 | 205.000     | 243.250     | 84,3        | 87         | 60         | 27         | 2.356                     |         | 70        | 97        | 40         |
| 2019 | 230.500     | 242.500     | 95,1        | 87         | 60         | 27         | 2.649                     | 7       | 57        | 100       | 40         |
| 2021 | 234.370     | 245.000     | 95,7        | 88         | 60         | 28         | 2.663                     |         | 54        | 93        | 41         |
| 2023 | 236.120     | 243.650     | 96,9        | 116        | 82         | 34         | 2.035                     | 14      | 72        | 125       | 41         |

## Galleria d'immagini

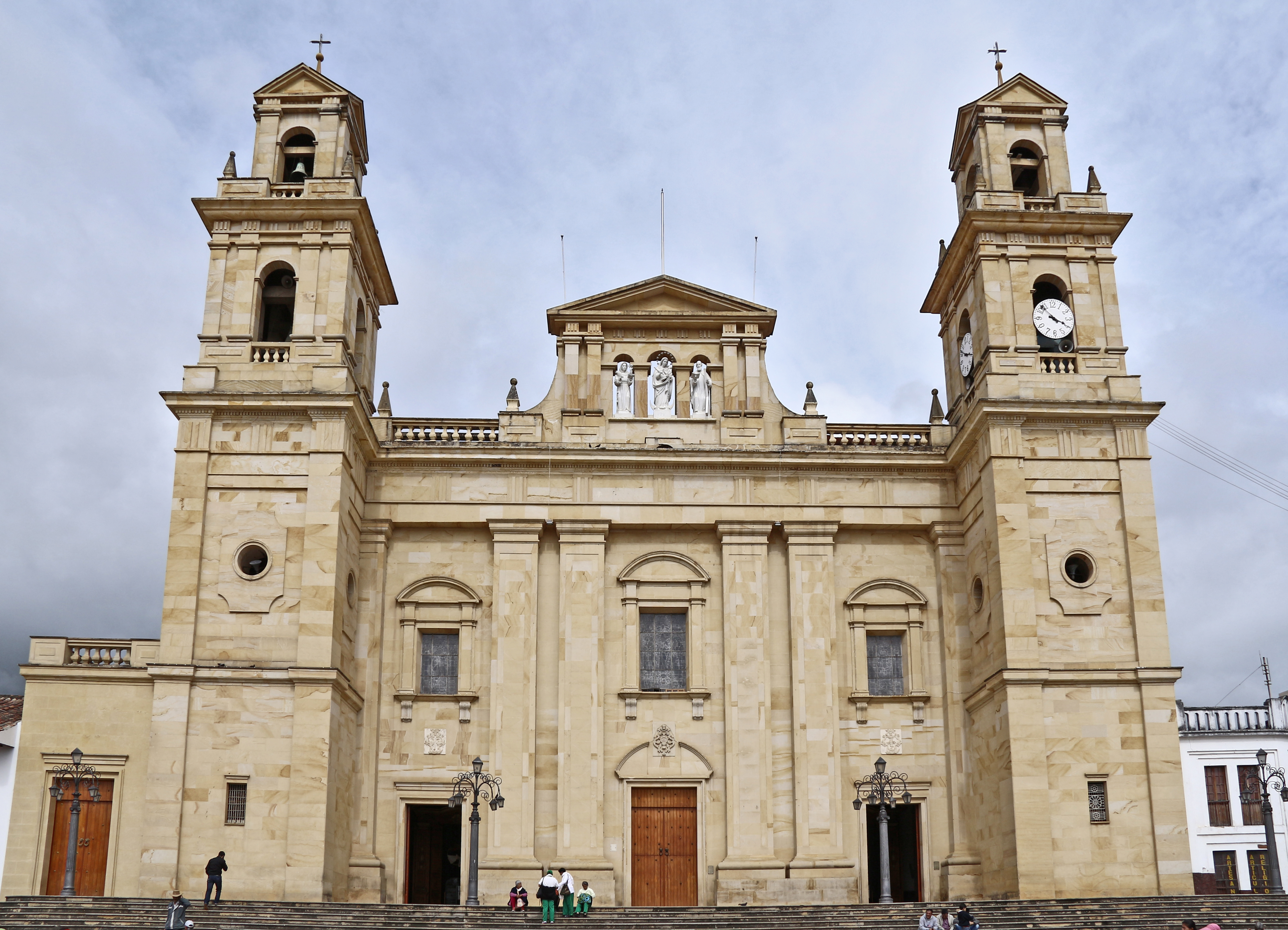
Il santuario e basilica minore di Nostra Signora del Rosario a Chiquinquirá, il più importante santuario mariano in Colombia.
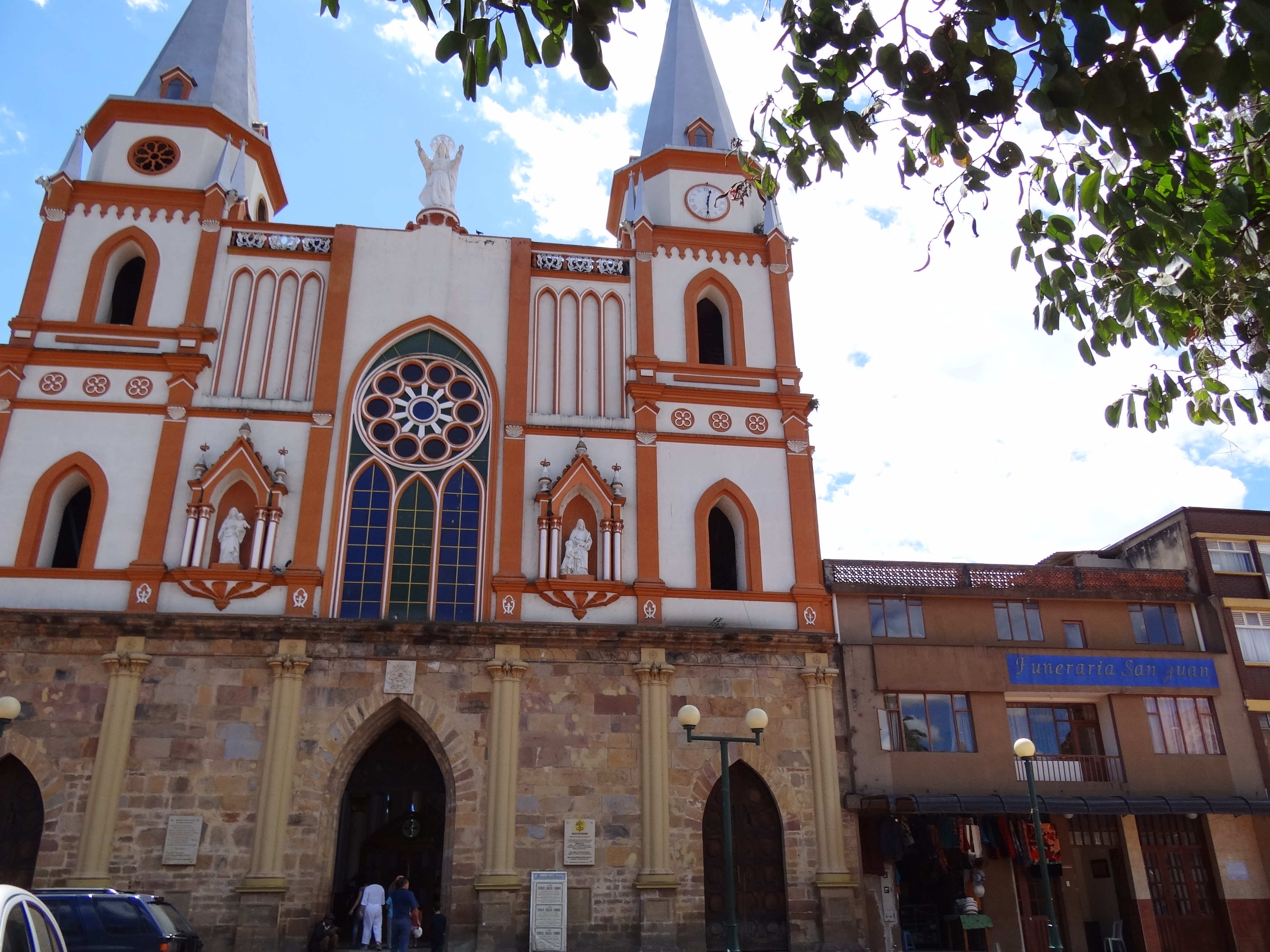
La basilica minore di Nostra Signora del Rosario a Moniquirá.